# Яновы (дворянский род)
Яновы — дворянский род. Род записан в V часть дворянской родословной книги Московской губернии.

## Происхождение и история рода

### Происхождение по П. Н. Петрову
В «Истории родов русского дворянства» П. Н. Петров указывает происхождение дворянского рода Яновы от князей Яновы-Ростовские, где опальные князья Иван, Никита и Фёдор Дмитриевичи Яновы-Ростовские в 1565 году сосланы в Казанскую ссылку и потомство которых с княжеским титулом неизвестно. Вероятно, что во времена Ивана Грозного князья «похолопились» и с княжеским титулом уже не писались.
Между тем, при царе Михаиле Фёдоровиче генеалоги находят уже не князей, а дворян Яновых: московского дворянина Ивана Фёдоровича (1627—1629), думного дьяка, а потом думного дворянина, нарымского воеводу кончившего жизнь в монашестве с именем Варлаам (ум. 1657). По хронологии времени они, как нельзя лучше подходят к детям князя Фёдора Дмитриевича Янова-Ростовского. От Василия Фёдоровича, женатого на Марии Семёновне (ум. 1665 г., в монашестве с именем Мария) известно потомство в лице дочери Евдокии Васильевны (ум. в девичестве 1641) и сына Ивана Васильевича, царского стольника, имевшего четырёх сыновей (правнуков Василия Фёдоровича), Степана стряпчего (1672), Егора стряпчий (1676) и стольника (1678), Фёдора стольник (1680) умершего на 71 году жизни (ум. 1724) и Алексея стольника (1686). Потомство их было записано 16 сентября 1813 года в V часть дворянской родословной книги Московской губернии по прошению подпоручика Алексея Сергеевича Янова.
В местническом справочнике дворяне Яновы стояли на шестьдесят четвёртом месте.

#### Происхождение по Н. П. Лихачёву
Известный историк Н. П. Лихачёв, посвятил специальную статью дворянскому роду Яновы. Он опроверг версию П. Н. Петрова об происхождении их от князей Яновых-Ростовских. В родословце второй половины XVII века, обнаруженном в библиотеке Московского главного архива Министерства иностранных дел, содержалось указание на то, что их родоначальником был боярин князя Василия Шемяки, а также были приведены три первых поколения, существование которых подтверждалось независимыми источниками.
В Общий гербовник дворянских родов записан род дворян Яновых, предки которых в 1704 году владели поместьями в Московском уезде, переходившими по наследстве к потомкам этого рода, многие из которых служили в штабс и обер-офицерских чинах (Герб. XII. № 122).

## Описание герба

### Герб XII. № 122
Герб Яновых: в зелёном поле щита накрест два золотых копья, остриями вверх. Между ними по золотому вертикальному колосу. Щит увенчан дворянским коронованным шлемом. Нашлемник: рука в зелёной одежде, вытянутая вверх, держит золотое копьё. Намёт: зелёный с золотом.

#### Сборник не утверждённых гербов
Щит поделён диагоналями. В верхней лазуревой части накрест два меча остриями вверх. В нижней золотой части воин с копьём и изогнутым мечом на поясе. В боковых серебряных частях по червлёной орлиной голове, клювами обращены к бокам щита. Нашлемник: три страусовых пера. Намёт: лазуревый с серебром.

## Известные представители
- Янов Иосиф Андреевич — в 1565 году сослан Иваном Грозным в Казанский край[4].
- Янов Осип — казнен в 1568 году по делу о заговоре в земщине, его имя записано в Синодик опальных людей Ивана Грозного[5].
- Янов Василий Осипович — голова у казаков, местничал с Т. В. Грязным, который был головой и детей боярских и черкас (1591), думный дьяк Разрядного приказа во времена правления Василия Шуйского (1606—1610)[1].
- Янов Фёдор Осипович — воевода в Тюмени (1600), Яренске (1612), Твери (1614—1616)[6].
- Янов Василий — дьяк, воевода в Смоленске (1603—1605)[6].
- Янов Алексей Иванович — стольник (1686—1692)[7].
- Янов Василий Фёдорович — московский дворянин (1627—1640)[7], воевода в Нарыме (1622—1623), Тамбове (1638—1640)[6].
- Янов Егор Иванович — стряпчий (1676), стольник (1678—1692)[7].
- Янов Иван Васильевич — стольник (1640—1676)[7].
- Янов Иван Фёдорович — московский дворянин (1627—1629)[7].
- Янов Степан Иванович — стряпчий (1672)[7].
- Янов Фёдор Иванович — стольник (1680—1692)[7].